# Danzig (North Dakota)
Danzig war eine Unincorporated Community im McIntosh County in North Dakota, USA.

## Geschichte
Ein Postamt namens Danzig war von 1898 bis 1903 im Betrieb, wurde aber wegen mangelnder Entwicklung geschlossen. Während eines kurzen Booms wurde es 1911 wiedereröffnet und blieb bis 1955 in Betrieb. Die Gemeinde wurde nach Danzig in Preußen (heute Danzig in Polen) benannt.
Laut einem Artikel in The American Conservative aus dem Jahr 2018 „verlor Danzig, North Dakota (Spitzenbevölkerung 100) im Jahr 1955 sein Postamt und bald darauf seine gesamte Bevölkerung. Die Hauptstraße ist heute der Farmweg eines Bauern.“